# Byasa daemonius
Byasa daemonius är en fjärilsart som först beskrevs av Sergei Nikolaevich Alphéraky 1895.  Byasa daemonius ingår i släktet Byasa och familjen riddarfjärilar. Inga underarter finns listade i Catalogue of Life.